# Julien Laporte
Julien Laporte (Clermont-Ferrand, 4 de noviembre de 1993) es un futbolista francés. Juega de defensa y su equipo es el Montpellier H. S. C. de la Ligue 2.

## Trayectoria
Para la temporada 2019-20, Laporte fichó por el F. C. Lorient.

## Estadísticas
Actualizado al último partido disputado el 2 de mayo de 2025.
| Club                         | Div.          | Temporada     | Liga  | Liga  | Copas nacionales | Copas nacionales | Copas internacionales | Copas internacionales | Total | Total |
| Club                         | Div.          | Temporada     | Part. | Goles | Part.            | Goles            | Part.                 | Goles                 | Part. | Goles |
| ---------------------------- | ------------- | ------------- | ----- | ----- | ---------------- | ---------------- | --------------------- | --------------------- | ----- | ----- |
| Aurillac Arpajon Francia     | 4.ª           | 2010-11       | 8     | 0     | 0                | 0                | —                     | —                     | 8     | 0     |
| Aurillac Arpajon Francia     | Total club    | Total club    | 8     | 0     | 0                | 0                | 0                     | 0                     | 8     | 0     |
| Clermont Foot 63 Francia     | 2.ª           | 2014-15       | 1     | 0     | 0                | 0                | —                     | —                     | 1     | 0     |
| Clermont Foot 63 Francia     | 2.ª           | 2015-16       | 20    | 1     | 3                | 0                | —                     | —                     | 23    | 1     |
| Clermont Foot 63 Francia     | 2.ª           | 2016-17       | 22    | 2     | 5                | 1                | —                     | —                     | 27    | 3     |
| Clermont Foot 63 Francia     | 2.ª           | 2017-18       | 32    | 3     | 3                | 0                | —                     | —                     | 35    | 3     |
| Clermont Foot 63 Francia     | 2.ª           | 2018-19       | 24    | 0     | 4                | 0                | —                     | —                     | 28    | 0     |
| Clermont Foot 63 Francia     | Total club    | Total club    | 99    | 6     | 15               | 1                | 0                     | 0                     | 114   | 7     |
| F. C. Lorient Francia        | 2.ª           | 2019-20       | 24    | 1     | 3                | 0                | —                     | —                     | 27    | 1     |
| F. C. Lorient Francia        | 1.ª           | 2020-21       | 30    | 0     | 1                | 0                | —                     | —                     | 31    | 0     |
| F. C. Lorient Francia        | 1.ª           | 2021-22       | 33    | 2     | 0                | 0                | —                     | —                     | 33    | 2     |
| F. C. Lorient Francia        | 1.ª           | 2022-23       | 20    | 0     | 0                | 0                | —                     | —                     | 20    | 0     |
| F. C. Lorient Francia        | 1.ª           | 2023-24       | 23    | 0     | 1                | 0                | —                     | —                     | 24    | 0     |
| F. C. Lorient Francia        | 2.ª           | 2024-25       | 21    | 2     | 2                | 2                | —                     | —                     | 23    | 4     |
| F. C. Lorient Francia        | Total club    | Total club    | 151   | 5     | 7                | 2                | 0                     | 0                     | 158   | 7     |
| Montpellier H. S. C. Francia | 2.ª           | 2025-26       | 0     | 0     | 0                | 0                | —                     | —                     | 0     | 0     |
| Montpellier H. S. C. Francia | Total club    | Total club    | 0     | 0     | 0                | 0                | 0                     | 0                     | 0     | 0     |
| Total carrera                | Total carrera | Total carrera | 258   | 11    | 22               | 3                | 0                     | 0                     | 280   | 14    |

## Palmarés

### Títulos nacionales
| Título  | Club          | País    | Año     |
| ------- | ------------- | ------- | ------- |
| Ligue 2 | F. C. Lorient | Francia | 2019-20 |